# Чистая кожа
«Чистая кожа» (англ. Cleanskin) — триллер про террористов сценариста, режиссёра и продюсера Хадиа Хаджэйга. В главных ролях Шон Бин, Абнин Галейя, Шарлотта Рэмплинг, Джеймс Фокс, Таппенс Мидлтон и Мишель Райан. Фильм вышел в прокат в Великобритании и Ирландии 9 марта 2012 года.

## Сюжет
Агенту секретной службы Эвану (Шон Бин) ставится задача найти и ликвидировать террориста-смертника и его террористическую ячейку, а результаты расследования приводят его к раскрытию крупномасштабного политического заговора, куда вовлечены как руководители Британской секретной службы, так и мусульманские экстремисты. Основной сюжет завязан вокруг личной трагедии молодого фанатика-араба, которого «вслепую» используют в грязной политической игре.

## Название
Перевод названия как «чистая кожа» не в полной мере отражает смысл исходного названия «Cleanskin». Это австралийское по происхождению слово (буквально означающее «скот без клейма на шкуре»), которым в фильме обыгрываются два термина: обозначение скрытого оперативного агента (Эвана), и обозначение «человека не имеющего криминального прошлого» (так в интервью в конце фильма названы арабы, участвовавшие в терактах).

## В ролях
- Шон Бин — Эван
- Абнин Галейя — Аш
- Шарлотта Рэмплинг — Шарлотта МакКуин
- Питер Поликарпу — Набил
- Том Берк — Марк
- Таппенс Мидлтон — Кейт
- Мишель Райан — Эмма
- Сэм Дуглас — Гарри
- Джеймс Фокс — Скотт Кэтесби
- Тарик Джордан — Пол
- Шивани Гаи — Рема
- Крис Риман — Юссиф